# Aiteng mysticus
Aiteng mysticus is een slakkensoort uit de familie van de Aitengidae. De wetenschappelijke naam van de soort is voor het eerst geldig gepubliceerd in 2011 door Neusser, Fukuda, Jörger, Kano & Schrödl.